# José Gómez del Moral
José Gómez del Moral (* 4. Dezember 1931 in Cabra; † 7. August 2021 in Sogamoso) war ein spanischer Radrennfahrer.

## Sportliche Laufbahn
José Gómez del Moral startete seine Laufbahn 1955 bis 1956 als Unabhängiger. In dieser Klasse wurde er 1955 Dritter der nationalen Meisterschaft im Straßenrennen. Von 1957 bis 1963 war er als Berufsfahrer aktiv. Seine Radsportkarriere beendete er im Radsportteam Flandria-Faema.
Mit dem Gesamtsieg in der Vuelta a Andalucía 1955  hatte er seinen ersten bedeutenden Erfolg. Es folgte der Gesamtsieg in der Katalonien-Rundfahrt vor Gabriel Company. 1957 konnte er als erster Spanier die Vuelta a Colombia (vor Efraín Forero Triviño) für sich entscheiden. 1958 gewann er eine Etappe der Vuelta a Andalucía, 1960 in der Portugal-Rundfahrt und 1961 das Mannschaftszeitfahren in der Vuelta a España. Die Tour de France fuhr er dreimal, die Vuelta a España neunmal.

## Grand-Tour-Platzierungen
| Grand Tour            | 1955 | 1956 | 1957 | 1958 | 1959 | 1960 | 1961 | 1962 | 1963 |
| --------------------- | ---- | ---- | ---- | ---- | ---- | ---- | ---- | ---- | ---- |
| Vuelta a EspañaVuelta | 16   | DNF  | 35   | DNF  | DNF  | 17   | DNF  | DNF  | 51   |
| Giro d’ItaliaGiro     | –    | –    | –    | –    | –    | –    | –    | –    | –    |
| Tour de FranceTour    |      | –    | –    | –    | 47   | DNF  | DNF  | –    | –    |

## Familiäres
Er ist der Bruder von Antonio Gómez del Moral.